# Albánie na Zimních olympijských hrách 2006
Albánie se účastnila poprvé zimní olympiády v roce 2006. Zastupoval ji pouze jeden sportovec. Albánie nezískala žádnou medaili.

## Seznam všech zúčastněných sportovců
| Číslo | Jméno      | Pohlaví | Věk | Sport           |
| ----- | ---------- | ------- | --- | --------------- |
| 1     | Erjon Tola | Muž     | 19  | Alpské lyžování |